# Округ Грант (Орегон)
Округ Грант (енгл. Grant County) је округ у америчкој савезној држави Орегон.

## Демографија
По попису из 2010. године број становника је 7.445, што је 490 (-6,2%) становника мање него 2000. године.
| Група             | 2000.         | 2010.         |
| Белци             | 7.506 (94,6%) | 6.951 (93,4%) |
| Афроамериканци    | 8 (0,1%)      | 14 (0,2%)     |
| Азијати           | 15 (0,2%)     | 24 (0,3%)     |
| Хиспаноамериканци | 163 (2,1%)    | 207 (2,8%)    |
| Укупно            | 7.935         | 7.445         |